# Nicholas Simons
Nicholas Simons là một chính khách người Canada. Ông là Nghị sĩ Hội đồng Lập pháp (MLA) của British Columbia, và là thành viên của Đảng Dân chủ Mới. Ông đại diện cho tranh đua Powell River-Sunshine Coast.

## Cuộc sống trước khi bước vào chính trị
Trước khi tham gia chính trị, Simons làm nhân viên xã hội bảo vệ trẻ em cho Bộ Phát triển Gia đình và Trẻ em, nhân viên hỗ trợ tài chính và là điều phối viên phòng chống tội phạm cho Vùng lãnh thổ Tây Bắc. Ông đã từng là nhà tư vấn cho chính phủ liên bang, Lãnh thổ Tây Bắc và các quốc gia thứ nhất trong các lĩnh vực cải cách luật và phúc lợi trẻ em.
Ông từng là giám đốc điều hành về sức khỏe và phát triển xã hội của Sechelt Nation từ năm 1997 cho đến khi đắc cử năm 2005. Trong vai trò này, ông giám sát các chương trình y tế, phúc lợi trẻ em, rượu và ma túy, hỗ trợ tài chính và công lý. Ông cũng thương lượng tài trợ cho các dịch vụ xã hội và y tế dự phòng sáng tạo.
Simons là con trai của nhạc sĩ Jan Simons. Ông cũng là một nghệ sĩ cello, có tín dụng âm nhạc bao gồm một số bài hát trong album Siren Song of the Counter Culture của Rise Against năm 2004. Simons và thị trưởng Vancouver Gregor Robertson đều biểu diễn trong album nhạc country-punk năm 2010 Silverado của nhạc sĩ Slim Milkie; Milkie, tên thật là Scott Scobbie, là bạn đời của Simons trong 9 năm.